# مطار ياش الدولي
مطار ياش الدولي (بالرومانية: Aeroportul Internațional Iași)، يقع في مدينة ياش في رومانيا على بعد 8 كم عن مركز المدينة، بجانب بحيرة تشيريك.

## تاريخ
أنطلقت أول طائرة من مطار ياش عام 1905، ويعتبر المطار من أوائل المطارات المدشنة في رومانيا وفي عام 1969 شهد المطار تطور ملحوظ.